# Кладбище Гранари
Кладбище Гранари (англ. Granary Burying Ground) — одно из трех старейших городских кладбищ Бостона.
Основано в 1660 году. Расположено на улице Тремонт-стрит рядом с церковью Парк-Стрит через дорогу от здания юридического факультета Университета Саффолк. Здесь погребены видные деятели американской революции, в том числе подписанты Декларации независимости: Сэмюэл Адамс, Джон Хэнкок и Роберт Трит Пейн, а также пять жертв Бостонской бойни. Погост является четвёртой вехой Тропы Свободы.
Ворота и забор в египетском стиле для кладбища спроектировал архитектор Исайя Роджерс (1800—1869), аналогичные ворота по его же проекту установлены на еврейском кладбище в Ньюпорте (штат Род-Айленд).

## Мемориалы и памятники
Среди захоронений в центре кладбища выделяется обелиск, возведенный в 1827 году для родителей и родственников Бенджамина Франклина, который сам родился в Бостоне, но был похоронен в Филадельфии. Изготовленный из того же гранита, что и монумент на холме Банкер-Хилл, памятник был установлен, чтобы заменить первые семейные надгробия Франклинов, которые на тот момент уже были в плохом состоянии.
Рядом с захоронением Франклинов находится старейшее надгробие некоего 52-летнего Джона Уэйкфилда, скончавшегося 18 июня 1667 года. Причина, по которой с момента основания кладбища до момента первого захоронения прошло семь лет, неизвестна. Возле выхода на Тремонт-стрит установлены надгробия жертвам Бостонской бойни 5 марта 1770 года. В 19 веке эти памятники сдвинули со своего первоначального места для выравнивания по прямой линии и облегчения ухода за территорией.

## Известные захоронения

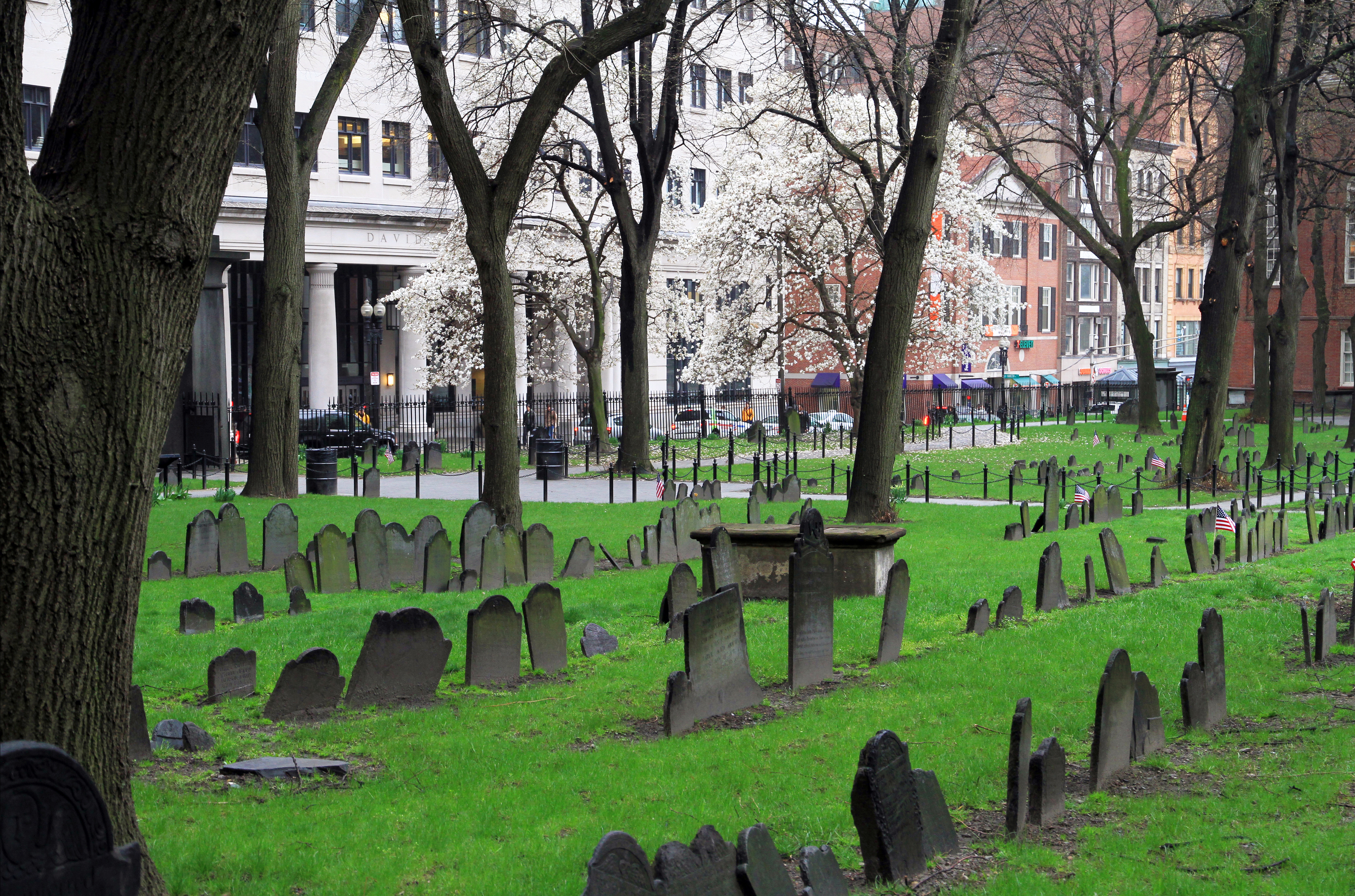
Кладбище Гранари

- Джон Филлипс[англ.] (1770—1823) — первый мэр Бостона.
- Сэмюэл Адамс (1722—1803) — государственный деятель, подписавший Декларацию независимости.
- Крисп Аттакс[англ.] (1723—1770) — афроамериканец, жертва бостонской бойни, похоронен в общей могиле с четырьмя другими жертвами и Кристофером Сейдером (иногда Снайдер), мальчиком, убитым за 11 дней до бойни бостонским таможенником.
- Питер Фанел[англ.] (1700—1743) — бизнесмен, подаривший Фанел-Холл Бостону.
- Члены семьи Бенджамина Франклина, кроме самого Франклина, который похоронен в Филадельфии, штат Пенсильвания.
- Джереми Гридли[англ.] (1702—1767) — адвокат, генеральный прокурор штата Массачусетс.
- Джон Хэнкок (1737—1793) — государственный деятель, подписавший Декларацию независимости.
- Джеймс Отис (1725—1783) — адвокат, видный деятель времён американской революции.
- Роберт Трит Пейн (1731—1814) — политический деятель, подписавший Декларацию независимости.
- Пол Ревир (1735—1818) — ювелир, герой Американской революции.
- Инкриз Самнер (1746—1799) — пятый губернатор штата Массачусетс.
- Натан Уэбб[англ.] (1705—1772) — пастор новой конгрегационалистской церкви в штате Массачусетс.
- Бенджамин Вудбридж (1708—1728) — жертва одного из первых столкновений в Бостоне.
- Сэмюэл Сьюэлл (1652—1730) — известный американский юрист и писатель.
- Джон Смайберт (1688—1751) — шотландский живописец, один из основоположников американской живописи.
- Джон Эндикотт (1588 −1665) — первый губернатор Колонии Массачусетского залива (надгробие было утеряно и на протяжении многих лет ошибочно считалось, что он был похоронен на кладбище Кинг Чапел, но недавно было установлено, что Джон Эндикотт похоронен в могиле 189 на Гранари Бераинг Граунд).
- Филлис Уитли (1753—1784) — первая поэтесса афроамериканского происхождения.